# Monica Arac de Nyeko
Monica Arac de Nyeko (sinh năm 1979) là một nhà văn người Uganda viết tiểu thuyết ngắn, thơ và tiểu luận, sống ở Nairobi. Vào năm 2007, bà đã trở thành người Uganda đầu tiên giành được giải thưởng Caine cho văn viết châu Phi, với câu chuyện "Cây Jambula". Trước đây bà đã lọt vào danh sách giải thưởng năm 2004 cho "Trái cây lạ", một câu chuyện về những người lính trẻ em ở Gulu, Bắc Uganda. bà là thành viên của FEMRITE - Hiệp hội Nhà văn Phụ nữ Uganda và là biên tập viên chính của T: AP Voices. Bà đã dạy văn học và tiếng Anh tại St. Mary's College Kisubi trước khi tiếp tục theo đuổi bằng Thạc sĩ Hỗ trợ Nhân đạo tại Đại học Groningen. Bài tiểu luận cá nhân "In the Stars" của bà đã giành giải nhất trong Thế giới phụ nữ, cuộc thi viết tiểu luận Women in War Zones. Bà đã được xuất bản trong Memories of Sun, The Nation, IS Magazine, Poetry International và một số ấn phẩm khác. bà là một trong những nhà văn được công bố là một phần của dự án Africa39 được công bố bởi Rainbow, Hay Festival và Bloomsbury Publishing tại Hội chợ Sách London 2014. Đó là danh sách 39 nhà văn triển vọng nhất của châu Phi cận Sahara dưới 40 tuổi.

## Cuộc sống ban đầu và giáo dục
Arac de Nyeko đến từ quận Kitgum ở miền bắc Uganda. Bà lớn lên chủ yếu ở Kampala, nhưng học trung học ở Gulu, miền bắc Uganda, trong một số năm. Bà có bằng Giáo dục của Đại học Makerere và bằng Thạc sĩ về Hỗ trợ Nhân đạo của Đại học Groningen ở Hà Lan. Khi còn ở Makerere, bà là một thành viên tích cực của FEMRITE - Hiệp hội Nhà văn Phụ nữ ở Uganda, mà bà đã tin tưởng vì đã cho bà "một nơi và không gian để viết với một mạng lưới hỗ trợ và cố vấn có ích khi bạn bắt đầu." 

## Viết
Năm 2007, bà đã giành được giải thưởng Caine cho truyện ngắn " Cây Jambula ", kể về hai bà gái tuổi teen yêu nhau và kết quả là phải đối mặt với một cộng đồng không thể tha thứ. Một trong những câu chuyện đáng chú ý khác của Arac de Nyeko là "Trái cây lạ", chứa một ám chỉ đến bài hát cùng tên, và được lọt vào danh sách giải thưởng Caine năm 2004.

## Tác phẩm đã xuất bản

### Tiểu luận
- "Tình yêu mục sư", trong Helon Habila, Kadija George, biên tập (2012). Space: Currencies in Contemporary African Art. Unisa Press. ISBN 978-1868886807.  Helon Habila, Kadija George, biên tập (2012). Space: Currencies in Contemporary African Art. Unisa Press. ISBN 978-1868886807.  Helon Habila, Kadija George, biên tập (2012). Space: Currencies in Contemporary African Art. Unisa Press. ISBN 978-1868886807.

### Truyện ngắn
- "Cây Jambula", trong Karen Martin and Makhosazana Xaba, biên tập (2013). Queer Africa: New and Collected Fiction. MaThhoko's books. ISBN 9781920590338.  Karen Martin and Makhosazana Xaba, biên tập (2013). Queer Africa: New and Collected Fiction. MaThhoko's books. ISBN 9781920590338.  Karen Martin and Makhosazana Xaba, biên tập (2013). Queer Africa: New and Collected Fiction. MaThhoko's books. ISBN 9781920590338.
- "Trở về nhà", ở Helon Habila, Kadija George, biên tập (2008). Dreams, Miracles and Jazz. Picador Africa. ISBN 9781770100251.  Helon Habila, Kadija George, biên tập (2008). Dreams, Miracles and Jazz. Picador Africa. ISBN 9781770100251.  Helon Habila, Kadija George, biên tập (2008). Dreams, Miracles and Jazz. Picador Africa. ISBN 9781770100251.
- "Cây Jambula", trong Jambula Tree and other stories: The Caine Prize for African Writing 8th Annual Collection. New Internationalist. 2008. ISBN 978-1904456735.  Jambula Tree and other stories: The Caine Prize for African Writing 8th Annual Collection. New Internationalist. 2008. ISBN 978-1904456735.  Jambula Tree and other stories: The Caine Prize for African Writing 8th Annual Collection. New Internationalist. 2008. ISBN 978-1904456735.
- "Cây Jambula", trong Ama Ata Aidoo, biên tập (2007). African Love Stories: An Anthology. Lynne Rienner Publishers. ISBN 978-0954702366.  Ama Ata Aidoo, biên tập (2007). African Love Stories: An Anthology. Lynne Rienner Publishers. ISBN 978-0954702366.  Ama Ata Aidoo, biên tập (2007). African Love Stories: An Anthology. Lynne Rienner Publishers. ISBN 978-0954702366.
- "Trái cây lạ", trong Seventh Street Alchemy. Jacana Media (Pty) Ltd. 2005. ISBN 978-1770091450.  Seventh Street Alchemy. Jacana Media (Pty) Ltd. 2005. ISBN 978-1770091450.  Seventh Street Alchemy. Jacana Media (Pty) Ltd. 2005. ISBN 978-1770091450.
- "Redhopper Redness", trong Seventh Street Alchemy. Jacana Media (Pty) Ltd. 2005. ISBN 978-1770091450.  Seventh Street Alchemy. Jacana Media (Pty) Ltd. 2005. ISBN 978-1770091450.  Seventh Street Alchemy. Jacana Media (Pty) Ltd. 2005. ISBN 978-1770091450.
- "Mặt trời mọc tháng mười", trong Jane Kurtz, biên tập (2003). Memories of Sun: Stories of Africa and America. Amistad. ISBN 978-0060510503.  Jane Kurtz, biên tập (2003). Memories of Sun: Stories of Africa and America. Amistad. ISBN 978-0060510503.  Jane Kurtz, biên tập (2003). Memories of Sun: Stories of Africa and America. Amistad. ISBN 978-0060510503.
- "Giá bà dâu cho con gái tôi", trong Violet Barungi và Ayeta Anne Wangusa, biên tập (2003). Tears of Hope. a Collection of Short Stories by Ugandan Rural Women. Femrite Publications. ISBN 978-9970700028.  Violet Barungi và Ayeta Anne Wangusa, biên tập (2003). Tears of Hope. a Collection of Short Stories by Ugandan Rural Women. Femrite Publications. ISBN 978-9970700028.  Violet Barungi và Ayeta Anne Wangusa, biên tập (2003). Tears of Hope. a Collection of Short Stories by Ugandan Rural Women. Femrite Publications. ISBN 978-9970700028.
- "Xiềng xích", trong Violet Barungi, biên tập (2001). Words from a Granary. Femrite Publications. ISBN 9789970700011.  Violet Barungi, biên tập (2001). Words from a Granary. Femrite Publications. ISBN 9789970700011.  Violet Barungi, biên tập (2001). Words from a Granary. Femrite Publications. ISBN 9789970700011.
- "Cây Jambula" Lưu trữ ngày 29 tháng 3 năm 2023 tại Wayback Machine
- "The Banana Eater" trong AGNI trực tuyến, 2008
- "Trái cây lạ" trong tác giả-tôi, 2004